# Таємниця двох океанів
«Таємниця двох океанів» (рос. Тайна двух океанов) — науково-фантастичний роман Григорія Адамова. У романі описується похід радянською підводного човна «Піонер» з Ленінграда у Владивосток через Атлантичний в Тихий океани.

## Історія написання та видання
Роман написаний наприкінці 1930-х років на хвилі сталінського патріотизму і вперше був частково опублікований в журналі «Знання — сила», а потім — в газеті «Піонерська правда» за 1938 рік. Перше книжкове видання вийшло в 1939 році у видавництві «Дитвидав ЦК ВЛКСМ». Згодом роман витримав понад 20 перевидань. Видання роману, що вийшли після 1953 року, мають невеликі текстові відмінності від раніших, оскільки з тексту були вилучені фрази, пов'язані зі Сталіним.

## Сюжет
Син радянського дипломата Павлик, 14-річний хлопець, опиняється у воді внаслідок корабельної аварії в Північній Атлантиці та потрапляє на борт радянською підводного човна «Піонер». Цей унікальний човен, що увібрав у себе всі найкращі досягнення радянської науки і техніки, прямує з Ленінграда на Тихоокеанський флот для створення противаги наростаючій японській морській міці.
Підводний човен слідує навколо мису Горн, трохи не гине в антарктичних морях, у Тихому океані піддається нападу японського крейсера «Ідзумо» та знищує його ультразвуковим променем. Один із членів екіпажу виявляється ворожим агентом і пошкоджує човен, проте екіпаж ремонтує його на дні океану неподалік острова Пасхи, знешкоджує диверсанта і, нарешті, успішно приводить «Піонер» у Владивосток.
У романі згадуються численні фантастичні науково-технічні нововведення, використовувані на «Піонерові». Корпус підводного човна зроблений з надміцного сплаву, який дозволяє йому занурюватися на будь-які океанські глибини. Джерело енергії підводного човна — термопара, джерела якої знаходяться на різній глибині. Отримана електрика накопичується в супер-акумуляторах і використовується для електролізу води. Отриманий водень і кисень використовуються в імпульсному детонаційному реактивному двигуні. Крім того, є можливість нагрівати обшивку корпуса до температури кипіння води, що дозволяє понизити опір руху (парове мастило) і розвинути швидкість, при якій плавання від острова Пасхи до Владивостока займає чотири доби.
На човні встановлена розгорнута система сонарів, здатна давати зображення, і безпілотний апарат з відеокамерою, що запускається в підводне й надводне плавання та в політ, і працює в інфрачервоному діапазоні. Човен озброєний ультразвуковим випромінювачем, що призводить до «руйнування молекулярних зв'язків матерії».
Екіпаж човна може вийти за борт на морське дно у водолазних скафандрах унікальної міцності, автономності і швидкості плавання. До них додаються пістолети, що діють за тим же принципом, що й основна зброя човна. Для розстібання скафандра використовується електрод-голка, яким потрібно провести по шву, після чого він розпадається.

## Екранізації
У 1956 році за роману був знятий двосерійний однойменний фільм. Дія екранізації перенесена в повоєнні роки; кульмінацією сюжету є не бій «Піонера» з японською ескадрою, а знешкодження автоматичної торпедно-ракетної бази «паліїв нової війни». Попри те, що розбіжності з книгою досить істотні, фільм вирізняють вражаючі для кінематографа 1950-х років комбіновані зйомки.

## Переклади
- Адамов Г. Б. Таємниця двох океанів: Науково-фантастичний роман. — К. : Молодь, 1954. — 436 p. — (Бібліотека пригод та наукової фантастики)
- Адамов Г. Б. Таємниця двох океанів: Науково-фантастичний роман. — К. : Молодь, 1957. — 436 с. — (Бібліотека пригод та наукової фантастики) — 45000 прим.